# بارانا
بارانا (به اسپانیایی: Baraona) یکی از دهستان‌های اسپانیا است که در سریا واقع شده‌است.

## خصوصیات
بارانا ۱۱۶ کیلومترمربع مساحت و ۲۱۱ نفر جمعیت دارد.